# Schweizerische Bahnuniformen

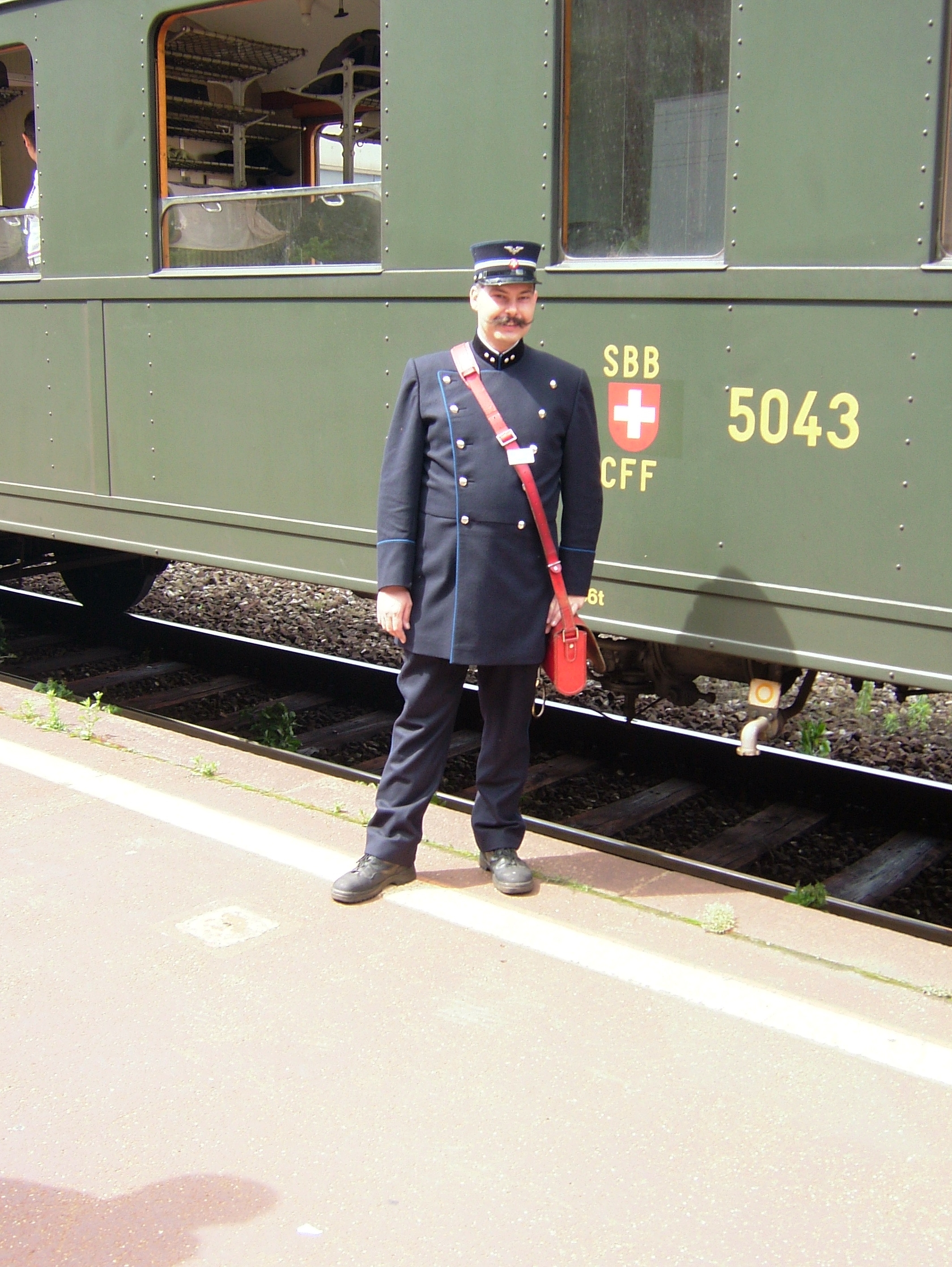
Historische Uniform, aufgenommen 2007

Die schweizerischen Bahnuniformen sind die Dienstkleidung des Schweizer Bahnpersonals. Sie entwickelten sich im Lauf der Zeit von Uniformen immer mehr zu Arbeitskleidern.

## Aufgaben
Die ursprüngliche Bekleidung der Bahnbediensteten hatte mehrere Aufgaben: Erkennbarkeit und Zuordenbarkeit ihrer Träger zum Unternehmen; Schutz vor Witterung, Schmutz und mechanischen Einflüssen; Verdeutlichung der Stellung ihrer Träger im sozialen Gefüge (Autorität, Respekt, Folgeleistung). Allen drei Forderungen wurde durch die Entwicklung spezieller Uniformen am besten entsprochen. Im Laufe von mehr als 110 Jahren veränderten sich die Rahmenbedingungen, nämlich die Arbeitsbedingungen des Bahnpersonals (z. B. durch Elektrifizierung), ihre soziale Stellung, ihre Forderungen an Bequemlichkeit, Bewegungsfähigkeit und verwendete Materialien sowie die allgemeinen Lebensstandards. Entsprechend wandelte sich der Gedanke „Uniform“ zum Gedanken „Arbeitskleidung“.

## Geschichte

### Von 1902 bis 1932

Bahnbewachung durch uniformierte Eisenbahner während des Ersten Weltkriegs

Durch das „Reglement No. 23 betreffend die Dienstkleidung“ vom 22. März 1902 wurden die Uniformen der Schweizerischen Bundesbahnen (SBB) für ihre Beamten, Angestellten und Arbeiter geregelt. Zuvor verwendete jede Vorläuferbahn ihre eigenständige Arbeitskleidung.
Die Arbeitnehmer hatten die vorgeschriebene Dienstkleidung bei jeder „Dienstverrichtung“ zu tragen, durften sie aber an Ruhetagen oder in „Urlaubsfällen“ nicht anlegen. Für die Reinigung und Instandhaltung musste jeder selbst aufkommen.
Beispielsweise erhielt der Bahnhofvorstand: eine Mütze „von feinem dunkelblauem Tuch mit schwarzem Seidensammetband, mit Goldschnur am obern Rand des Kopfbandes, ¾ Tour Goldstickerei mit gestickter Kokarde mit dem weissen Kreuz im roten Feld über der Mitte der Stickerei und darüber das goldgestickte Flügelrad“ samt rotem Mützenüberzug, einen Mantel „von schwarzem Tuch (Marengo) mit Gurt, liegendem Kragen, gefüttert, doppelte Knopfreihe mit je fünf grossen schwarzen Steinnussknöpfen, vier gleiche Knöpfe am Gurt, zwei äussere Seitentaschen mit einlegbaren Patten, eine innere und eine äussere Brusttasche, Länge bis Mitte der Unterschenkel“, einen Uniformrock „mit Zivilschnitt (Gehrock), von dunkelblauem Tuch, gefüttert, schwarzer Seidensammetkragen zum Umlegen, mit einem halben Flügelrad auf jedem Kragenende, doppelte Knopfreihe mit je fünf flachen schwarzen Steinnussknöpfen und zwei gleichen am Rückenteil, eine innere Brusttasche, eine innere vordere und zwei hintere Schosstaschen“, eine Hose „aus dunkelblauem Tuch ohne Passepoils, mit zwei Seitentaschen in die Nähte geschnitten, aus schwarzem Tuch für den Winter und aus leichterem Tuch für den Sommer“, sowie eine Weste „aus dunkelblauem Tuch mit einer Reihe flacher schwarzer Steinnussknöpfe“.
Der Kondukteur: eine Mütze „von dunkelblauem Tuch, hellblau passepoiliert, mit weissem Flügelrad und weissen Knöpfen und mit einer schmalen Silberlitze“, einen Mantel „von eisengrauem Tuch, gefüttert, nach dem Schnitte eines Militärkaputs, zwei Reihen Knöpfe, vier solche am Gurt, zwei Seitentaschen neben der Zugleiste, eine innere und eine äussere Brusttasche, mit weissen Metallknöpfen, hellblauen Passepoils am Kragen, mit abnehmbarer Kapuze“, einen Uniformrock „von dunkelblauem Tuch, hellblau passepoiliert, mit Stehkragen von schwarzem Seidensammet, mit drei versilberten Sternchen an jedem Kragenende, zwei schräg laufende Reihen mit je fünf weissen Knöpfen, sechs gleiche Knöpfe am Rückenteil und je zwei solche kleine Knöpfe an den Ärmeln, eine innere Brusttasche, eine innere Uhrentasche, eine innere vordere und zwei hintere Schosstaschen, gefüttert, mit abgesteppter Brust, Ärmelaufschläge“, eine Hose „aus dunkelgrauem Ganztuch, mit zwei Seitentaschen in die Nähte geschnitten, mit hellblauen Passepoils“, eine Sommerhose aus dunkelgrauem Halbtuch und einer Bluse aus „Blauleinen, mit liegendem Kragen, auf welchem die aus weissem Wollstoff geformten Initialen (S.B.B. bzw. C.F.F.) aufgenäht sind, schwarze Steinnussknöpfe, eine äussere Brusttasche“.
„Drahtzieher“ (die bei der Elektrifizierung der Bahn (Oberleitungs-)Fahrdraht montierten) erhielten je eine Mütze, einen Mantel und eine Bluse.
Matrosen auf den SBB-Dampfbooten erhielten je eine Mütze „ohne Goldborte, mit vergoldetem Anker ohne Seil“, einen Filzhut, einen Mantel, eine Tuchjacke, eine Hose, eine Sommerhose und einen Regenmantel „von Kautschuk, Paletotschnitt mit zwei Reihen von je fünf schwarzen Steinnussknöpfen, zwei Seitentaschen, Länge bis Mitte der Unterschenkel“.
Auch für Frauen gab es bereits eine Dienstkleidung: Bahnwärterinnen erhielten einen Mantel mit Cape.
Die Herstellung erfolgte durch die Firma Kostüm Kaiser.

### 1953 bis 1970
Die Uniformen bestehen aus dickem, schwerem Stoff mit Sternen, von denen man den Rang des Trägers ablesen konnte. Der jeweilige Rang war auch aus de Anzahl der Streifen am Hut abzulesen. Nach und nach wurden die Uniformen modernisiert (z. B. Umlegekragen statt Stehbündchen, Krawatten) und praktischer (z. B. Brusttaschen, deutlich kürzere Jacken). 1957 erhalten die Betriebsgehilfinnen ein graues Kleid.

### 1970 bis 1978
Das SBB-Logo oberhalb der Brusttaschen wird vereinheitlicht, das Muster auf der Kappe des Oberzugsführers leicht verändert. Der blaue Rand am Kragen des Kondukteurs verschwindet. 1972 erhalten die weiblichen Betriebsangestellten im Zugabfertigungsdienst ein bordeauxrotes Deux pièces mit Hütchen.

Uniform mit dem SBB-Logo, ca. 1980–82

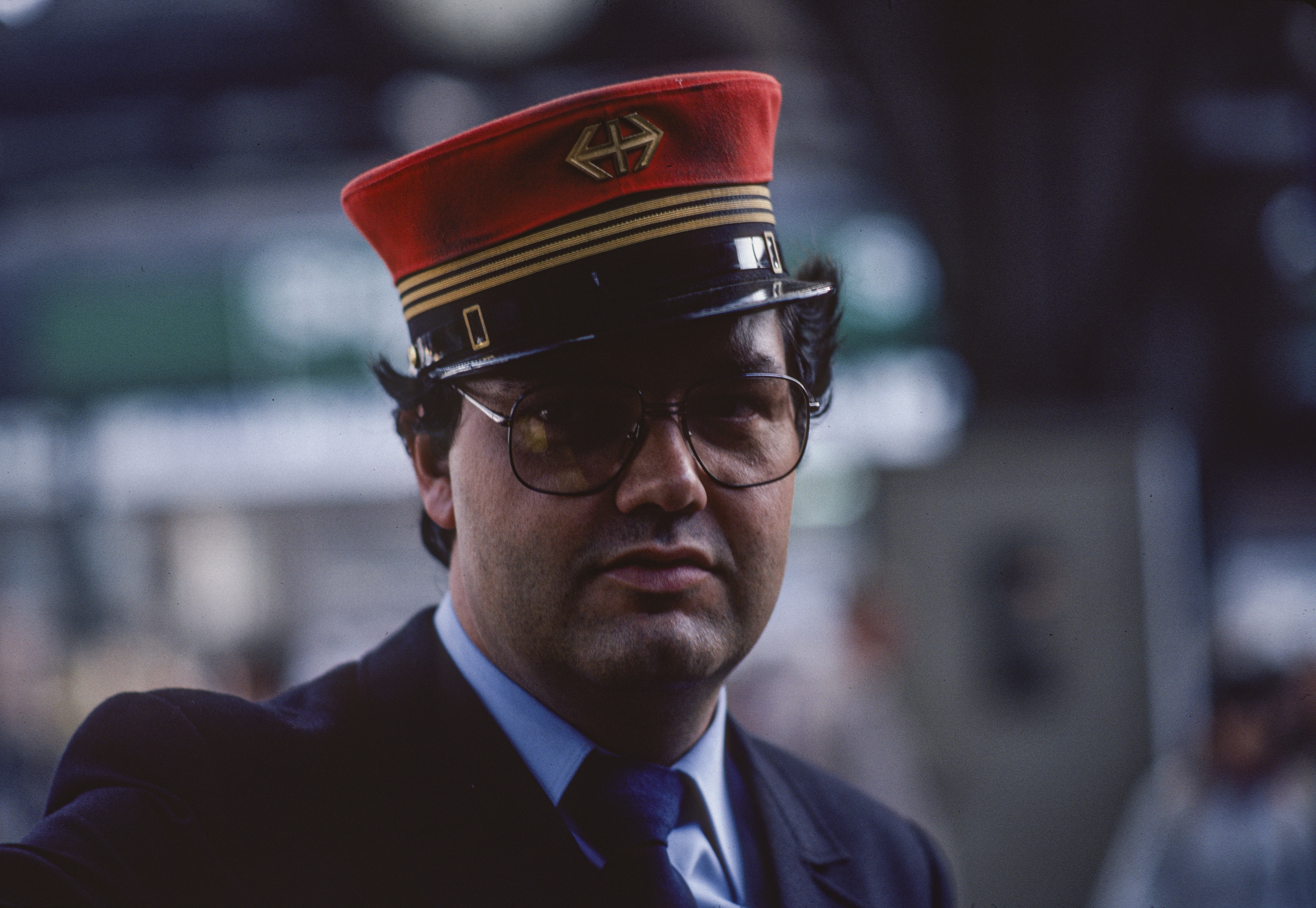
SBB Sous-Chef, ca. 1982–1985

### 1978 bis 1985
Die Jacken von Kondukteur, Zugführer und Oberzugführer werden bezüglich Form und Schnitt einheitlich, auch Hemden und Krawatten werden nun von allen drei Rängen getragen. Auf den (vereinfachten) Hüten und Uniformjacken erscheint das heutige SBB-Logo.

### 1985 bis 1992
Die Krawatten der Zugführer und Oberzugführer bekommen diagonale Streifen, die Jacken erhalten ein rotes Logo unterhalb der Brusttaschen.

### 1992 bis 2008

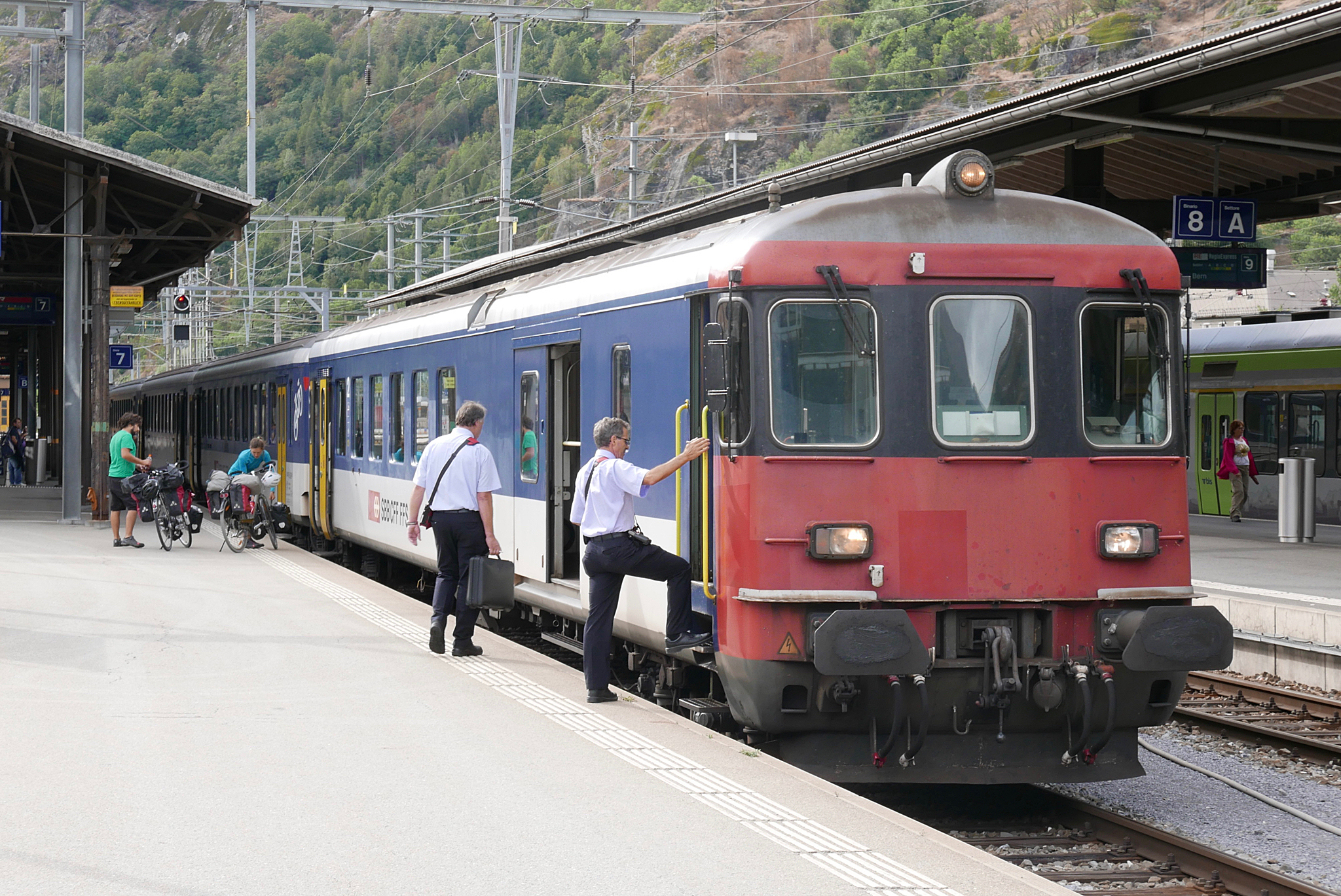
Zwei Bahnangestellte ohne Mütze

Die Mützentragpflicht wird abgeschafft, die Uniform verändert sich immer mehr in Richtung einer normalen Berufskleidung.
Ab 1997 werden nur noch orange Überkleider mit reflektierenden Warnstreifen angeboten.

### 2008 bis 2016
2011 wird wieder eine einheitliche Berufskleidung für Lokführer eingeführt: rotes Hemd, dunkelblaue Hose. Für das bestehende Lokomotivpersonal ist das Tragen der Uniform freiwillig, für neue Angestellte obligatorisch.

### Ab 2016
Aus Anlass der Eröffnung des Gotthard-Basistunnels führen die SBB neue Berufskleider ein: Ab Dezember 2016 (Zugpersonal) bzw. ab März 2017 (Schalterpersonal). Auffallendste Merkmale sind: ein roter Kragen sowie anthrazitfarbener Stoff statt des vorher verwendeten dunkelblauen.
Gestaltet wurde das neue Outfit von Elisabetta Birmelin (Birmelin Design Studio, Oberschleissheim/D). Teilweise wurde das verwendete Material speziell für die SBB entwickelt, etwa recyceltes PET für die Parkas; auch Bio-Baumwolle und Schurwolle kommen als nachhaltige Materialien zum Einsatz.
An der Entwicklung der neuen Kleider waren je ein Vertreter des Zug- und des Schalterpersonals beteiligt. Anschliessend folgte ein Praxistest durch Mitarbeiter von Zug- und Schalterpersonal (Frauen und Männer).
Die Bekleidung war und ist auch eine Sachleistung des Unternehmens für seine Arbeitnehmer. Sie wird aktuell nach einem Punktesystem abgegeben, wobei 1 Punkt etwa 1 Schweizer Franken entspricht. Beim Eintritt werden 755 Punkte gutgeschrieben, die Auswahl aus dem Bekleidungssortiment ist frei. Beispiele: Kurzarmhemd 20 Punkte, Gürtel 15 Punkte. Zusätzlich erhält jeder Zugbegleiter jährlich 2 Paar Schuhe.
Der zentrale Berufskleider-Shop der SBB befindet sich am Eisenbahnknotenpunkt Olten.